# Клейн, Эмиль
Эмиль Клейн (нем. Emil Klein; 5 мая 1955 года, Роман, Румыния — 29 апреля 2004 года, Реджо-нель-Эмилия, Италия) — немецкий виолончелист и дирижёр румынского происхождения.
Окончил музыкальное училище в Яссах и Бухарестскую музыкальную академию. С 1978 года жил в Германии, учился в Гамбурге у Давида Герингаса, затем в 1985—1988 годах был его ассистентом. Выступал в трио виолончелистов под руководством Герингаса и в составе некоторых других камерных ансамблей. В 1995 году основал и возглавил камерный оркестр «Гамбургские солисты», с которым записал ряд альбомов как дирижёр (особое признание критики получила запись «Времён года» Антонио Вивальди со скрипачом Флорином Паулом), а в концертах Йозефа Гайдна выступил и как дирижёр, и как солист. Дал последний концерт в Брешиа за полтора месяца до смерти от тяжёлой болезни.